# UTC+06:00

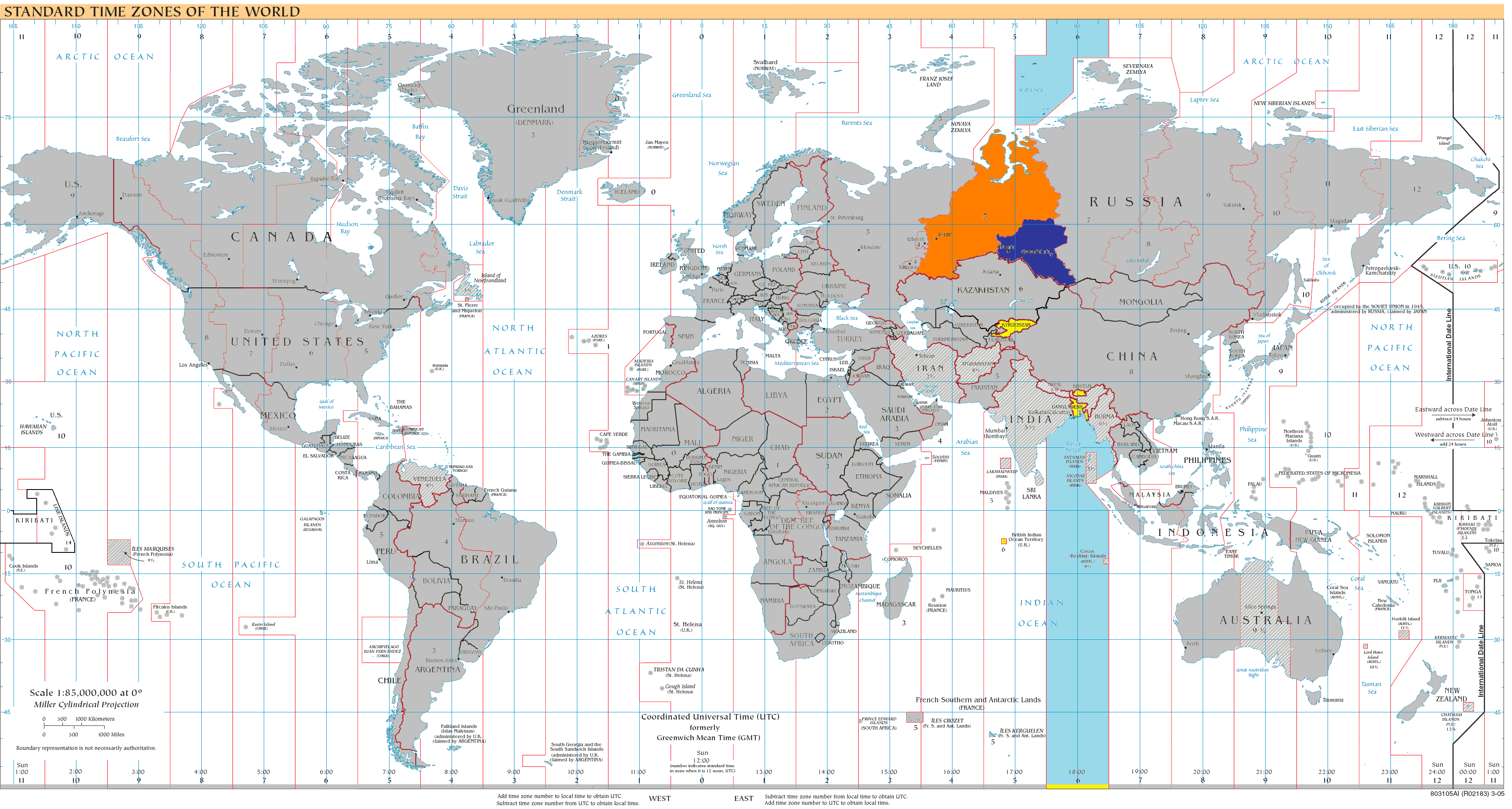
území, kde čas UTC+6 platí celoročně
území, kde čas UTC+6 platí sezónně v zimním období
území, kde čas UTC+6 platí sezónně v letním období
území, kde čas UTC+6 neplatí
mořské plochy spadající do pásma UTC+6
mořské plochy nespadající do pásma UTC+6
Poznámka: Stav k roku 2008

UTC+06:00 je zkratka a identifikátor časového posunu o +6 hodin oproti koordinovanému světovému času. Tato zkratka je všeobecně užívána.
Existují i jiné zápisy se stejným významem:
- UTC+6 — zjednodušený zápis odvozený od základního[1]
- F — jednopísmenné označení používané námořníky, které lze pomocí hláskovací tabulky převést na jednoslovný název (Foxtrot).[2]

Zkratka se často chápe ve významu časového pásma s tímto časovým posunem. Odpovídajícím řídícím poledníkem je pro tento čas 90° východní délky, čemuž odpovídá teoretický rozsah pásma mezi 82°30′ a 97°30′ východní délky.

## Jiná pojmenování
| zkratka | česky     | anglicky                  | poznámka                                | odkaz  |
| ALMT    | -         | Alma-Ata Time             | neaplikuje se                           | [ 4 ]  |
| BST     | -         | Bangladesh Standard Time  |                                         | [ 5 ]  |
| BTT     | -         | Bhutan Time               |                                         | [ 6 ]  |
| IOT     | -         | Indian Chagos Time        | viz časová pásma ve Spojeném království | [ 7 ]  |
| KGT     | -         | Kyrgyzstan Time           |                                         | [ 8 ]  |
| OMST    | omský čas | Omsk Standard Time        | viz časová pásma v Rusku                | [ 9 ]  |
| QYZT    | -         | Qyzylorda Time            | historicky definované pásmo             | [ 10 ] |
| VOST    | -         | Vostok Time               |                                         | [ 11 ] |
| YEKST   | -         | Yekaterinburg Summer Time | neaplikuje se                           | [ 12 ] |

## Úředně stanovený čas
Čas UTC+06:00 je používán na následujících územích, přičemž standardním časem se míní čas definovaný na daném území jako základní, od jehož definice se odvíjí sezónní změna času.

### Celoročně platný čas
- Antarktická základna Vostok — standardní čas platný na této stanici
- Bangladéš — standardní čas platný v tomto státě
- Bhútán — standardní čas platný v tomto státě
- Britské indickooceánské území (Spojené království) — standardní čas platný na tomto území
- Kyrgyzstán — standardní čas platný v tomto státě
- Rusko — standardní čas platný na části území (Omská oblast)